# Lisbeth Beate Lindenskov Petersen
Lisbeth Beate Lindenskov Petersen, vanligtvis Lisbeth L. Petersen, född 28 februari 1939 i Tórshavn, död 7 augusti 2024 i Tórshavn, var en färöisk politiker.
Lisbeth Petersen var mellan åren 2001 och 2003 Sambandsflokkurins partiledare. Mellan 1992 och 1996 var hon borgmästare för den färöiska huvudstaden Tórshavn. Hon var ledamot av Färöarnas lagting 1990–2008 och av Danmarks folketing 2001–2005.

## Utmärkelser
- Riddare av Dannebrogorden,  22 juni 1995[3]

[Redigera Wikidata]